# Draupadi Murmu
Draupadi Murmu, geboren als Draupadi Tudu, Uparbeda in Mayurbhanj, 20 juni 1958, is een politica uit India en sinds 25 juli 2022 de 15e president van India. Zij is, na Pratibha Patil, die de functie van 2007 tot 2012 bekleedde, het tweede vrouwelijke staatshoofd van het land. Murmu behoort tot het inheemse volk de Santali en is daarmee de eerste Indiase president die afkomstig is uit een etnisch-culturele minderheid.

## Biografie
Murmu werd geboren in het dorpje Uparbeda in het district Mayurbhanj in de staat Odisha. Mayurbhanj is een van de armste districten van India. Haar vader en haar opa waren de stamhoofden van dit dorp. Ze is van Santali-afkomst, een inheemse stam die daar wonen in de gebieden met veel bos. De Santal vormden in 2011 de op twee na grootste inheemse stam in India met bijna 7 miljoen personen verspreid over vier deelstaten.
Murmu was voordat ze aan een politieke carrière begon onderwijzeres.

### Politieke carrière
Murmu is een lid van de Bharatiya Janata-partij BJP en de door de BJP opgerichte Nationale Democratische Alliantie NDA, een parij die als big tent wordt aangemerkt. Ze was van 2015 tot 2021 de gouverneur van de staat Jharkhand, terwijl ze daarvoor bij diverse ministeries in Odisha heeft gewerkt. Ze was in 2000 de voorzitter van Rairangpur, een nagar panchayat in het oosten van India.
Murmu stelde zich in juni 2022 namens haar partij kandidaat voor de Indiase presidentsverkiezingen van dat jaar. Hiermee werd zij de eerste inheemse Indiër en de tweede vrouw die zich kandidaat stelde voor het presidentschap in India, na Pratibha Patil. Murmu werd op 18 juli 2022 met 64% van de stemmen tot president verkozen en haar beëdiging volgde op 25 juli.

### Privé
Murmu was getrouwd met bankier Shyam Chandra Murmu, maar die is in 2014 overleden. Ze kregen drie kinderen: twee zoons en een dochter. Haar oudste zoon overleed in 2009 onder verdachte omstandigheden, terwijl haar jongere zoon in 2012 bij een verkeersongeval om het leven kwam. 
- Gemeinsame Normdatei: 1267823488
- Virtual International Authority File: 10166002509675022726

Rajendra Prasad · Sarvepalli Radhakrishnan · Zakir Hussain · Varahagiri Venkata Giri (interim) · Muhammad Hidayat Ullah (interim) · Varahagiri Venkata Giri · Fakhruddin Ali Ahmed · Basappa Danappa Jatti (interim) · Neelam Sanjiva Reddy · Zail Singh · Ramaswamy Venkataraman · Shankar Dayal Sharma · Kocheril Raman Narayanan · Abdul Kalam · Pratibha Patil · Pranab Mukherjee · Ram Nath Kovind · Draupadi Murmu